# Hulett Smith
Hulett Carlson Smith (Beckley (West Virginia), 21 oktober 1918 - Scottsdale (Arizona), 15 januari 2012) was een de Amerikaans politicus van de Democratische Partij. Hij was gouverneur van West Virginia van 1965 tot 1969. Hij diende maar één termijn als gouverneur door de toenmalige termijnbeperking in West Virginia. Sindsdien zijn die regels vervangen door twee termijnen voor het gouverneurschap. Smith overleed op 15 januari 2012 op 93-jarige leeftijd.
- Library of Congress Control Number: n2012003902
- Virtual International Authority File: 223139519
- WorldCat: E39PBJbGYKmGQyY4P7XrvJ6tKd